# Fatima Benomar
Fatima Benomar   (Rabat, 1983) Fatima-Ezzahra Benomar és una activista marroquina pels drets de les dones. Se n'anà a l'estat francés al 2001 per a continuar els estudis. El 2009 entrà en l'associació Osez le féminisme! de la qual és membre de la junta, com a responsable de temes d'igualtat professional. Després de participar en les eleccions presidencials del 2012 amb Jean-Luc Mélenchon, deixà el Partit d'Esquerra i cofundà l'associació feminista Els effronté-és.

## Biografia
Fatima Benomar, nascuda a Rabat al 1983, al Marroc, pertany a una família de classe mitjana. Son pare és professor de filosofia. Fatima estudia un batxillerat en Arts Plàstiques i assisteix al Centre Cultural Francés.
A l'edat de 17 anys, se'n va a viure a l'estat francés. Va estudiar cinema en la Universitat Denis Diderot. El 2006 entra en el sindicat Unió Nacional d'Estudiants de França.(2)
Treballà de manera intermitent en el món de l'espectacle, com a dissenyadora gràfica i editora, quan el 2011 es trobà sense permís de residència per tractar-se de categories professionals no incloses per a autoritzar la residència. N'obté la regularització a l'agost del 2012 i al setembre troba un treball.(1)

## Activisme i posicions polítiques
El 2009, s'involucra en la lluita feminista unint-se a l'associació Osez le feminisme!, -de la qual el 2010 ix elegida membre de la Direcció Nacional- després de veure el documental La dominació masculina de Patric Jean.
Durant la campanya presidencial del 2012, treballa amb Jean-Luc Mélenchon com a responsable de temes relacionats amb els drets de les dones. Per "problemes de democràcia interna i de funcionament del partit", abandona el Partit d'Esquerra. Aquesta versió dels fets l'esmenarà un testimoniatge en el seu bloc que informa sobre una campanya d'assetjament moral intern.
El 2012, col·labora en la fundació de l'associació Els effronté-és per a lluitar contra el sexisme i les polítiques d'austeritat que penalitzen els drets de les dones. Al març del 2017, la revista Elle qualificà l'associació com la més mediàtica de les noves cares del feminisme.
El 2013, publica Féminisme: la Revolution inachevée (Feminisme: la revolució inacabada) en Éditions Bruno Leprince, amb introducció de la diputada Marie-George Buffet. El mateix any, la cineasta Pascale Berson-Lécuyer va fer un curtmetratge sobre ella mentre vivia uns mesos en una casa okupada prop de la Gare du Nord de París. Amb el documental guanyà el premi a la realitzadora del mes a Romania, i fou seleccionat per a diversos festivals: al de curtmetratges Golden Sun (Malta) i al Festival Internacional de Cinema Musulmà de Kazan (Rússia), entre d'altres.
En la primavera del 2016, participa en les manifestacions Nuit debout. Més tard s'incorpora a la Comissió Feminista.
Al juny de 2017, després d'un assetjament de carrer no sancionat per la policia malgrat ser-hi present, emet una petició sol·licitant la formació de la policia. En resposta, el gabinet de Marlène Schiappa, secretària d'estat del gabinet del primer ministre, encarregada d'Igualtat entre dones i hòmens i la lluita contra les discriminacions, manifesta que el govern ja ha abordat la qüestió. Un mes abans, seleccionada pel concurs d'eloqüència de la Fundació de Dones el 12 de maig del 2017, tria expressar-se en rima sobre el tema de l'assetjament de carrer i recita un poema. Mesos després, torna a triar el tema de l'assetjament de carrer en ser convidada a fer una intervenció en el TEDxChampsElyseesWomen.
Fatima Benomar ha signat en diversos fòrums, inclosa Madame Badinter, vaja a vestir un vestit floral a l'Assemblea!; El Sr. Macron ara decreta un pla d'emergència sobre la violència contra les dones; La impunitat ha de parar; El meu cos, els meus drets!, o No volem més violència sexual i de gènere.
Al gener del 2019, participà en el treball col·lectiu Cours petite fille!, publicat per Éditions des Femmes sota la supervisió de Samuel Lequette i Delphine Le Vergos, amb una trentena de col·laboradors, entre ells Natacha Chetcuti-Osorovitz, Maïa Mazaurette, Michelle Perrot, Deborah de Robertis, Sandrine Rousseau, Inna Shevchenko i amb prefaci d'Asia Argento.
El 25 de juliol del 2019, Fatima Benomar declarava en una entrevista al canal Konbini que havia estat víctima d'assetjament cibernètic de la "fatxosfera" en les xarxes socials per les seues opinions sobre les hostesses del Tour de França, pràctiques que considera sexistes. Emet una petició en línia a feministes alemanyes per a denunciar l'ús de podiums girls, petició que va replegar unes 30.000 signatures.(3) Fatima Benomar diu que "les dones no són premis, recompenses o objectes sexuals. Són atletes i el seu lloc és al podi com a esportistes i no com a recompensa.

## Llibre i vídeo
- Feminisme: la revolució inacabada, Éditions Bruno Leprince, prefaci de Marie-George Buffet, 2013
- Assetjament de carrer, TEDxChampsElyseesWomen, 2017
- Corre, xiqueta!, Col·lectiu sota direcció de Samuel Lequette i Delphine Le Vergos, Éditions des Femmes, 2019